# Aeroportul Municipal Anderson
Aeroportul Municipal Anderson (IATA: AID, ICAO: KAID, FAA LID: AID) este un aeroport din Indiana, Statele Unite ale Americii ce deservește zona Anderson⁠(d). A fost numit după zona deservită.
Situat la o altitudine de 280 m, aeroportul dispune de 2 piste.

## Infrastructură

### Piste
Aeroportul dispune de 2 piste. Pista 12/30 are suprafața de asfalt și dimensiunile 5.400 picioare × 100 picioare. Pista 18/36 are suprafața de asfalt și dimensiunile 3.399 picioare × 75 picioare. 